# Ribamar Fiquene
Ribamar Fiquene es un municipio brasilero del estado del Maranhão. 

## Historia
Fue creado, por la Ley N.º 6.131, del 10 de noviembre de 1994, el municipio de Ribamar Fiquene, con sede en el Poblado Sumaúma, al ser separado del municipio de Montes Altos.
El nombre del municipio es un homenaje al político y empresario José de Ribamar Fiquene.

## Geografía
Su población estimada en 2008 era de más o menos 8.000 habitantes.